# Urban Dance Squad
Gli Urban Dance Squad sono stati un gruppo musicale rap rock olandese, originario di Amsterdam, in attività dal 1986 al 2006. Il gruppo propose una fusione di hard rock, funk, rap, soul, reggae, ska e jazz, e per questo motivo è stato annoverato tra gli ispiratori del cosiddetto crossover.

## Storia del gruppo
Si formarono a dicembre del 1986 ad Utrecht, a seguito di una jam session avvenuta sul palco del festival di quest'ultima città, che riscosse un buon responso dal pubblico presente, spingendo così il gruppo a portare avanti il progetto.
I componenti originari erano il rapper Rudeboy Remington (Patrick Tilon), il chitarrista Tres Manos (Renè van Barneveld), il bassista Sil (Silvano Matadin), il batterista Magic Stick (Michel Schoots) e il disc jockey DJ DNA (DoNotAsk) (Arjen de Vreede). Furono presi in considerazione per essere stati uno dei primi gruppi rock a includere in formazione un DJ, e la loro musica è stata spesso paragonata a quella di gruppi come Red Hot Chili Peppers, Fishbone e Rage Against the Machine.

## Formazione

### Ultima
- Rudeboy Remington (Patrick Tilon) - voce
- Tres Manos (Renè van Barneveld) - chitarra
- Sil (Silvano Matadin) - basso
- Magic Stick (Michel Schoots) - batteria
- DJ DNA (DoNotAsk) (Arjen de Vreede) - giradischi

### Altri componenti
- U-Gene - tastiera (1996-1997)

## Discografia

### Album in studio
- 1989 - Mental Floss for the Globe
- 1991 - Mental Relapse
- 1991 - Life' n Perspectives of a Genuine Crossover
- 1994 - Persona non Grata
- 1996 - Planet Ultra
- 1999 - Artantica

### Album dal vivo
- 1997 - Beograd Live

### Raccolte
- 2006 - The Singles Collection